# Gamepro
Gamepro (stiliserat GamePro) var en amerikansk tidskrift och webbsida. Tidskriften publicerades ursprungligen 1989 och innefattade artiklar, nyheter, förhandstittar och recensioner av datorspel, hårdvara och spelindustrin. Tidskriften gavs ut månadsvis (mot slutet från dess huvudkontor i Oakland, Kalifornien), och det sista numret utkom oktober 2011 efter drygt 22 års utgivning. 
Gamepro.com lanserades officiellt 1998. I januari 2010 gjordes webbsidan om för att spegla samma nya redaktionella ändringar som gjordes i den tryckta utgåvan. Webbsidan var baserad i Gamepros huvudkontor i San Francisco mellan åren 1998 till 2002 och sen i Oakland från 2002 till 2011. Gamepro.com hade också internationella versioner som överlevde dess moderpublikation, som Tyskland, och Frankrike.